# Bètacanon
De bètacanon is een lijst van vijftig onderwerpen uit de exacte wetenschappen en techniek waar volgens de auteurs iedere Nederlander iets van af zou moeten weten. De lijst is opgesteld door een commissie van acht prominente Nederlandse hoogleraren in navolging van de vooral op geschiedenis gerichte Canon van Nederland.
De commissie heeft vijftig "vensters'" uit het brede terrein van de wetenschap geselecteerd. Gedurende 2007 werd wekelijks op zaterdag in het wetenschapskatern van de Volkskrant een onderwerp aan de bètacanon toegevoegd. Jonge wetenschappers schreven de artikelen. De artikelen zijn daarna ook gebundeld waarmee de bètacanon in boekvorm beschikbaar is. Ook verscheen er een cartoonversie van de bètacanon van Fokke & Sukke.

## Leden commissie
- Sander Bais (hoogleraar Theoretische Fysica aan de Universiteit van Amsterdam); geeft regelmatig voordrachten voor een breed publiek en ontwikkelde de populaire interdisciplinaire collegereeks 'Keerpunten in de Natuurwetenschappen'; ging in 2004 in de Etty Hillesum Lezing uitgebreid in op het belang van de natuurwetenschappen voor onze cultuur),
- Robbert Dijkgraaf (voorzitter van de Volkskrant bèta-canon; hoogleraar Universiteit van Amsterdam, mathematische fysica; ontving in 2003 de NWO Spinozapremie, de hoogste wetenschappelijke onderscheiding in Nederland; redacteur van 8 wetenschappelijke tijdschriften, probeert als columnist, met bijdragen aan radio- en televisieprogramma’s en via projecten voor jonge kinderen de publieke belangstelling voor de wis- en natuurkunde te vergroten),
- Louise Fresco (hoogleraar Universiteit van Amsterdam met als aandachtsgebied de grondslagen van duurzame ontwikkeling in internationaal perspectief, lid van de academies van wetenschappen van Spanje en Zweden, lid van de Raad van Commissarissen van de Rabobank Nederland),
- Bas Haring (hoogleraar 'Publiek begrip van de wetenschap' aan de Universiteit Leiden),
- Salomon Kroonenberg (hoogleraar geologie aan de TU Delft),
- Harry Lintsen (hoogleraar geschiedenis van de techniek aan de Technische Universiteit Eindhoven en de TU Delft),
- Frans van Lunteren (Vrije Universiteit Amsterdam, hoogleraar geschiedenis van de natuurwetenschappen, wiskunde en informatica),
- Ronald Plasterk tot hij op 22 februari 2007 werd beëdigd als minister van Onderwijs.

## De 50 onderwerpen
1. Nul
2. Platentektoniek
3. WC
4. Transistor
5. Energie
6. Darwin
7. Algoritme
8. Hersenen
9. Kernbom
10. Cognitie
11. Kwantum
12. Fotosynthese
13. Enzymen
14. Symbolen en Formules
15. Klimaat en Weer
16. Oerknal
17. Ecosysteem
18. Fout
19. Standaardmodel
20. Plastic
21. Periodiek systeem
22. Pavlovreactie
23. Micro-organismen
24. Newton
25. Levensduur
26. Global Positioning System
27. Geld
28. Einstein
29. Catastrofen
30. Normale verdeling
31. Dijken
32. Entropie
33. DNA
34. Landbouw
35. Seks
36. Oceaanstromingen
37. Elektromagnetisme
38. Voorouders
39. Voedsel
40. Avogadro
41. Chaos
42. Robots
43. Computer
44. Zonnestelsel
45. Telefonie
46. Tijdmeting
47. Taal
48. Techniek en stadsontwikkeling
49. Fiets
50. Nanotechnologie